# Крим Соломон Самійлович
Соломон Самійлович Крим (рос. Соломон Самойлович Крым; *1867/1868, за іншими даними — 1864, є також повідомлення про дати народження 7 травня (25 квітня) 1867 і 6 серпня (25 серпня) 1868, Феодосія, Таврійська губернія, Російська імперія — 9 вересня 1936, біля Тулону, Франція) — кримський державний і політичний діяч, землевласник, підприємець, меценат, учений-агроном; голова 2-го Кримського крайового уряду (листопад 1918—березень/квітень 1919); ініціатор заснування Таврійського університету; караїм за походженням, учасник і провідник караїмського руху в Криму та в екзилі. 

## Життєпис
Народився в місті Феодосії в заможній караїмській багатодітній сім'ї Самійла Абрамовича Крима (1835—1898) та Анни-Аджикей Шабатаєвни, уродженої Хаджи. 
У 1884 році Соломон Крим закінчив Феодосійську гімназію й поступив на юридичний факультет Московського університету, звідки згодом перевівся до Петровсько-Розумовської сільськогосподарської академії (нині Московська сільськогосподарська академія), здобув диплом ученого-агронома. Окрім російської мови, вільно володів караїмською і кримськотатарською, добре знав англійську, французьку та німецьку. 
Після навчання, по поверненні до Феодосії, очолював сільськогосподарське товариство в Криму, був членом Таврійської сільськогосподарської ради й Імператорського товариства садівництва. Спільно з братами володів Феодосійським банківським домом «Братья Крым», а також особисто — 280 га землі у Феодосійському повіті. 
1897 року Соломон Крим ініціював створення у Феодосії першої публічної бібліотеки, надав для цього кошти й домігся її відкриття. Утримував у місті також два лікарняні відділення. Тоді товаришував з лікарем В. Томашевичем, який у 1909—15 роках жив і працював у Феодосії, а по поверненні на Батьківщину до Польщі написав мемуари, в яких чимало сторінок присвятив Соломону Криму. 
Від 1898 року Соломон Крим — член Феодосійської думи. Належав до Конституційно-демократичної партії. У 1906 році був депутатом 1-ї Державної думи (працювала від 10 травня до 21 липня) від Феодосійського повіту Таврійської губернії. У листопаді цього ж року брав участь у роботі 1-го Всеросійського національного караїмського з'їзду в Євпаторії. 
Був головою Таврійських губернських земських зборів, членом Державної ради Таврійської губернії. Від 1912 року — член Таврійської губернської вченої архівної комісії. 28 листопада цього ж року став депутатом 4-ї Державної думи (працювала офіційно до 12 березня 1917 року, а фактично — до 19 жовтня цього ж року). Фінансував видання праці агронома-селекціонера Левка Симиренка «Крымское промышленное плодоводство». 
У 1916 році Соломон Крим розробив законопроєкт про відкриття в Криму Таврійського університету. 
Після Лютневої революції 1917 року як лідер кримських кадетів обіймав посаду комісара Міністерства землеробства Росії, обстоював участь Росії в Першій світовій війні та був прихильником Тимчасового уряду. 
Перебравшись з Санкт-Петербурга до Криму, за присутності там німецьких військ у липні 1918 року був обраний членом опікунської ради Таврійського університету, виділив для закладу значну суму грошей. 14 жовтня разом з головою Кримського крайового уряду генералом-лейтенантом С. Сулькевичем і командуючим німецькими військами Криму генералом піхоти Р. фон Кошем брав участь в урочистому відкритті Таврійського університету. 13 листопада 1918 року виступив на засіданні Таврійської вченої архівної комісії, прочитав там свою хроніку «Шагин-Гирей-хан». 
Після початку виведення з Криму німецьких військ генерал Р. фон Кош 14 листопада 1918 року дав згоду на відставку очолюваного С. Сулькевичем кримськотатарського (за складом і політичною спрямованістю діяльності) Кримського крайового уряду та на впровадження в життя рішення, що було прийняте 18 жовтня того ж року в Сімферополі на з'їзді гласних Таврійського губернського земства, міських голів Криму, представників повітових земських управ та членів Всеросійських Установчих зборів, про призначення Соломона Крима на посаду голови Кримського крайового уряду. Вже наступного дня Соломон Крим почав виконувати обов'язки голови уряду, він також став міністром землеробства і державних маєтностей. 
У своїй міністерській діяльності намагався, з одного боку, спиратися на підтримку військ Антанти та Добровольчої армії під командуванням генерал-лейтенанта А. Денікіна, а з іншого — реалізовувати демократичну програму своєї партії. Переважна більшість членів нового уряду були росіянами. За 5 місяців своєї діяльності, адже в травні 1919 року територія Криму, за винятком Керченського півострова, вже була підконтрольною військам Червоної армії, 2-й Кримський крайовий уряд встиг провести задуману ще попереднім урядом грошову реформу й дещо стабілізував економічну ситуацію на півострові. Гроші друкувалися у Феодосії та Сімферополі. Їхні приблизні розміри, а також фактура паперу і спосіб друку були подібними до грошових знаків Української Народної Республіки — на них була зображена Таврійська губернія з її трьома материковими повітами, що за попереднього уряду були передані Українській Державі. Проте в березні 1919 року ситуація в Криму настільки загострилася, що Крайовий уряд втратив довіру не лише кримських татар, а й соціал-демократів (меншовиків) та есерів. Активізували свою антиурядову діяльність більшовики. Аналізуючи тогочасні події в Криму, Антон Денікін констатував, що, всупереч сподіванням, демократичний уряд Крима не зміг знайти підтримки в мешканців Криму: 
|  | «…низи його не знали й не відчували; татарська громадськість знаходилася до нього в постійній і різкій опозиції; революційна демократія мирилася з ним рівно настільки, наскільки його існування гарантувало від пришестя добровольчої влади… Про буржуазію нічого й казати…». |

Відтак, 4 квітня 1919 року більшовицькі війська почали відновлювати в Криму радянську владу. І 10 квітня 1919 року члени 2-го Крайового уряду разом із сім'ями, в тому числі й Соломон Крим із дружиною-француженкою Люсі Клар прибули до міста Севастополя, а 15 квітня на грецькому судні «Надежда» відбули до Пірею (Греція), а потім до Франції та інших країн. 
У Франції Соломон Крим задля формальності закінчив народну школу та вищу сільськогосподарську школу в Монпельє, відвідував окремі заняття в ліцеях Тулузи й Бордо. Працював на російській зоологічній станції ім. А. Коротнева у Віллафранжі, брав участь у виданні «Русского альманаха», що виходив у Парижі. Був причетним до створення 29 травня 1922 року кримського земляцтва в Парижі, став членом його правління. 16 грудня 1923 року заснував Караїмське товариство у Франції. 1925 року опублікував у Парижі збірник «Легенды Крыма» (переважно це записані ним у різні роки фольклорні матеріали, а також, як вважають деякі дослідники, створені ним самим казки, зокрема «Молитва Гахама»). Видання він присвятив Фені Самійлівні Еттінгер, що дало змогу дослідникам його біографії говорити про його тісні зв'язки з єврейською спільнотою як у Криму, так і за кордоном. Здійснив подорожі до Палестини та Великої Британії. Входив у число російських масонів. У 1929 році читав лекції на Російських сільськогосподарських курсах, 1931 року брав участь у роботі з'їзду російських спільників та орендарів південно-західної Франції. Працював в Інституті Пастера. 
Після того, як захворів, Соломон Крим придбав поблизу міста Тулона маєток (називав його «Кримом») і мешкав там останні два роки свого життя. Власних дітей не мав, усиновив Рюрика Крима. 
Помер 9 вересня 1936 року у своєму маєтку біля міста Тулона.

## Пам'ять
У 1993 році на честь Соломона Крима була названа одна з нових вулиць у місті Сімферополі у кримськотатарському мікрорайоні Чокурча. 
У лютому 2002 року в Сімферополі на колишньому будинкові губернатора Криму було встановлено пам'ятну дошку з написом: «Здесь, в бывшем доме таврического губернатора, где в 1887 г. была учреждена Таврическая ученая архивная комиссия, размещались крымские краевые правительства М. А. Сулькевича (1918 г.) и С. С. Крыма (1918—1919 гг.)». 
13 травня 2007 року на фасаді Центральної бібліотеки імені О. Гріна в місті Феодосії на кошти караїмської громади на честь Соломона Крима, як засновника цієї бібліотеки, була встановлена пам'ятна дошка з чорного граніту з портретом Крима й написом: «Городская публичная библиотека открыта в 1897 году под попечительством Соломона Самуиловича Крыма (1867—1936 гг.) великого государственного и общественного деятеля». 
Установлений на феодосійському кладовищі ще самим Кримом на його ж пам'ять кенотаф був перенесений у 2-й половині XX століття в інше місце (під Феодосією), на кенотафі викарбувані такі дати життя Соломона Крима: 1867—9 вересня 1936.

## Цікаві факти
- У свій феодосійський період життя Соломон Крим був сусідом і душеприкажчиком всесвітньо відомого художника мариніста Івана Айвазовського, зокрема допоміг йому скласти заповіт щодо майбутньої долі власних картин і будинку. Саме завдяки цьому заповітові картинна галерея І. Айвазовського стала виключною власністю міста Феодосії.
- Як агроном і вчений Соломон Крим займався переважно теорією виноградарства, зокрема питаннями збереження винограду, про це написав дві праці. Першу з них — «Виноградарство в Феодосийском уезде» — опублікував 1893 року, другу — «Новый способ сохранения винограда и физиологические его основы» — за 14 років, у 1907 році.
- У 1900-ті Соломон Крим деякий час жив у фактичному шлюбі з караїмкою Вірою Ісаківною Егіз (1871—1950; лікар-окуліст, 1897 року закінчила медичний факультет у Берні, Швейцарія). Але після того, як вона офіційно одружилася з караїмським лідером С. Шапшалом, Крим узяв шлюб з француженкою з Феодосії Люсі Клар у 1919 році, з якою ж виїхав назавжди з Криму.